# ウツボラ
『ウツボラ』（英語: UTSUBORA,THE STORY OF A NOVELIST）は、中村明日美子による日本の漫画作品。『マンガ・エロティクス・エフ』（太田出版）にて、vol.54からvol.74まで不定期連載された。
2023年3月よりWOWOWでテレビドラマ化された。

## 登場人物
溝呂木舜（みぞろぎ しゅん）
小説家。魔がさして藤乃朱が新人賞に応募した小説『ウツボラ』を盗用する。
藤乃朱（ふじの あき）
新人小説家。飛び降り自殺で死亡する。溝呂木とは出版社のパーティーで出会っている。
三木桜（みき さくら）
藤乃朱の双子の妹。溝呂木が姉の小説を盗用したことを責めつつ、二人で『ウツボラ』を出版しようと提案を持ち掛ける。
望月（もちづき）
警視庁生活安全課の刑事。朱の死の真相を追い、桜の正体を捜査する。
海馬（かいば）
警視庁生活安全課の刑事。望月の部下。

## 書誌情報
- 中村明日美子 『ウツボラ』 太田出版〈F×comics〉、全2巻
  1. 2010年6月09日発売[5]、ISBN 978-4-7783-2113-0
  2. 2012年5月17日発売[6]、ISBN 978-4-7783-2164-2

## テレビドラマ
2023年3月24日から5月12日まで、WOWOWプライム・WOWOWオンデマンドにて放送された。主演は前田敦子。
愛知県蒲郡市を中心に幸田町、豊田市などでロケが行われた。

### キャスト
藤乃朱（ふじの あき）/ 浅尾ゆかり
演 - 前田敦子
琥珀市内の雑居ビルから飛び降りて死亡した女性。身元を証明する物が何もなく、顔も潰れており身元が特定できない。
三木桜（みき さくら）
演 - 前田敦子（二役）
藤乃朱の双子の妹を名乗る女性。しかし警察には嘘の電話番号や住所を教えており、正体がつかめない。
溝呂木舜（みぞろぎ しゅん）
演 - 北村有起哉
大御所作家。久しぶりに発表した連載小説『ウツボラ』が原点回帰だと高い評価を受ける。しかし、その作品は藤乃朱の小説を盗用している。
辻真琴
演 - 藤原季節
南葉出版「月刊さえずり」編集部員。溝呂木舜や矢田部理の担当編集者。舜の新作『ウツボラ』が盗作ではないかと疑っている。以前は小説家を目指していた。
溝呂木コヨミ
演 - 平祐奈（幼少期：山内麗愛）
溝呂木舜の姪。栄養士の専門学校に通う学生。通学に便利だからと舜の家に居候させてもらっている。家事や編集者の対応などをしている。幼いころから舜を慕っている。
望月剛
演 - おかやまはじめ
琥珀警察署刑事課 刑事。朱の怪死事件を捜査する。
海馬芳嗣
演 - 武田航平
琥珀警察署刑事課 刑事。望月の部下。
野宮愛
演 - 雛形あきこ（第3話 - ）
辻が担当することになった作家。狙った編集者をわざと困らせたりすることがある。
矢田部理
演 - 渡辺いっけい
大御所作家。溝呂木舜の作家仲間。クラブ遊びや競艇が好きな遊び人。『ウツボラ』は別人が書いているのではないかと疑っている。
八坂
演 - 森本のぶ
南葉出版「月刊さえずり」編集部の辻の上司。
秋山富士子
演 - 藤本くるみ
藤乃朱が所持していた携帯電話を契約していた名義人の女性。聖鳳女子大学文学部近代日本文学科に在籍する女子大生。

#### ゲスト

##### 第1話
ホステス
演 - 知本真以子（第2話）
矢田部と懇意にしているホステス。一緒に競艇を見に行ったり、矢田部の自宅に出入りしたりしている。

##### 第3話
佐藤日人
演 - 長島慎治（第7話）
三木桜の主治医。実は医師免許を剥奪された外科医で闇医者。

##### 第4話
職員
演 - 大脇ぱんだ
聖鳳女子大学職員。海馬に秋山富士子の住所を尋ねられる。
不動産会社社員
演 - 別紙慶一（第7話）
秋山富士子が住んでいるマンションの鍵を管理している不動産会社社員。

##### 第5話
海馬芳嗣の両親
演 - 井上浩、さいとう芽美
飛び降り自殺した娘（芳嗣の妹）の遺体確認に東京に来る。
ウェイトレス
演 - 須原麻衣

##### 第7話
秋山徹
演 - アベラヒデノブ
富士子の兄。富山から妹に会いに来たが、富士子が借りていた部屋が一週間前に解約されていて悲嘆にくれる。

##### 最終話
看護師
演 - 緒方ありさ
自殺未遂した三木桜の担当看護師。

### スタッフ
- 原作 - 中村明日美子 『ウツボラ』（太田出版刊）
- 脚本 - 小寺和久、井上季子[4]
- 音楽 - 岩本裕司、前田恵実
- 監督 - 原廣利[4]
- 製作 - WOWOW、The icon

### 放送日程
| 各話   | 放送日  | 脚本     |
| ------ | ------- | -------- |
| 第1話  | 3月24日 | 小寺和久 |
| 第2話  | 3月31日 | 小寺和久 |
| 第3話  | 4月07日 | 小寺和久 |
| 第4話  | 4月14日 | 井上季子 |
| 第5話  | 4月21日 | 小寺和久 |
| 第6話  | 4月28日 | 井上季子 |
| 第7話  | 5月05日 | 小寺和久 |
| 最終話 | 5月12日 | 小寺和久 |